# 周子文
周子文（1549年—？），字岐陽，號雲望，直隸蘇州府長洲縣民籍，常州府無錫縣人，明朝政治人物。

## 生平
萬曆元年（1573年）癸酉科應天府鄉試第五十名，萬曆十一年（1583年）癸未科會試第一百二十五名，登三甲第三十九名進士。刑部觀政，本年给假归省，十三年授浙江餘姚縣知縣，十七年調衡水縣，二十年升南京大理寺评事，二十一年升南兵部主事，二十三年致仕。

## 家族
曾祖周訓；祖父周㫤，曾任進士；父周于德，曾任翰林院孔目。嫡母凌氏；生母龔氏。